# Bożena Śmiałkowska
Bożena Jadwiga Śmiałkowska (ur. 1950 w Pyrzycach) – polska doktor habilitowana nauk technicznych, prorektor Zachodniopomorskiego Uniwersytetu Technologicznego w Szczecinie (od 2016).

## Życiorys
Bożena Śmiałkowska ukończyła Liceum Pedagogiczne w Myśliborzu. Uzyskała w 1974 dyplom magisterski na Uniwersytecie Gdańskim z matematyki, w specjalności metody numeryczne. W 1976 ukończyła studia podyplomowe w zakresie automatyki okrętowej. Odbyła półroczny staż przemysłowy w Biurze Konstrukcyjnym Stoczni Szczecińskiej. W 1981 ukończyła pracę doktorską. W 2010 habilitowała się na ZUT z nauk technicznych w dyscypliny informatyka, specjalność: bazy i hurtownie danych, przedstawiając dzieło Metoda dopasowania hurtowni danych do zmiennych potrzeb informacyjnych przedsiębiorstwa.
Jej zainteresowania naukowo-badawcze obejmują: modelowanie i identyfikacja zjawisk, procesów, systemów, metod inżynierii zintegrowanych systemów informatycznych, systemów baz i hurtowni danych, metody informatyzacji przedsiębiorstw i metody specyfikacji wymagań potrzeb informacyjno-decyzyjnych firmy.
Po studiach podjęła pracę na ówczesnej Politechnice Szczecińskiej – w Zakładzie Automatyki i Techniki Systemów Wydziału Budowy Maszyn i Okrętów, jako kolejno: stażystka, asystentka, od 1982 adiunktka, a obecnie profesor nadzywczajna. Pracuje w Zakładzie Analityki Systemów Internetowych i Przetwarzania Danych Wydziału Informatyki ZUT. Pełniła funkcje: kierowniczki Zakładu Oprogramowania (Inżynierii Oprogramowania), zastępczyni dyrektora Instytutu Informatyki ds. dydaktyki oraz Instytutu Systemów Informatycznych, prodziekan Wydziału w latach 1999–2002, 2005–2016. Od 2016 prorektor ZUT do spraw kształcenia. Wypromowała dwoje doktorów. Projektowała i wdrażała także systemy informatyczne w przedsiębiorstwach gospodarki morskiej, w energetyce, jednostkach samorządu terytorialnego.
Jest członkinią Polskiego Towarzystwa Matematycznego, Polskiego Stowarzyszenia Zarządzania Wiedzą, Polskiego Towarzystwa Zarządzania Produkcją oraz Polskiego Towarzystwa Informatycznego.

## Wybrane publikacje
- Inżynieria baz danych: wybrane problemy, Szczecin: Politechnika Szczecińska, 2000.
- Metoda dopasowania hurtowni danych do zmiennych potrzeb informacyjnych przedsiębiorstwa, Szczecin: Zachodniopomorski Uniwersytet Technologiczny, 2009.

## Odznaczenia i wyróżnienia
- Medal Komisji Edukacji Narodowej (2010)